# Rodrigo Tarín Higón
Rodrigo Tarín Higón (Xiva, País Valencià, 5 de juliol de 1996) és un futbolista valencià que juga com a defensa central.

## Carrera de club
Tarín va ingressar al planter del FC Barcelona el 2011, procedent del València CF. el 18 de setembre de 2014, va renovar contracte fins al 2018, i fou promocionat al FC Barcelona B a Segona Divisió B el següent juliol.
Tarín va debutar com a sènior el 22 d'agost de 2015, com a titular, en una derrota per 1–2 a fora contra la UE Cornellà. Va marcar el seu primer gol com a sènior el 17 de setembre de l'any següent, el de la victòria en un partit guanyat per 2–1 a casa contra el CE Atlètic Balears; el novembre, però, va patir una lesió de genoll que el va deixar sense jugar durant sis mesos.
Tarín va debutar com a professional el 19 d'agost de 2017, jugant com a titular en una victòria per 2–1 a fora contra el Reial Valladolid, a la Segona Divisió. El següent 27 de juny va signar contracte per tres anys amb el CD Leganés de primera divisió.